# إلينور دوناهو
إلينور دوناهو (بالإنجليزية: Elinor Donahue) هي ممثلة أمريكية، ولدت في 19 أبريل 1937 في الولايات المتحدة.

## أعمال

### أفلام
- (1990) امرأة جميلة[4][5]

### مسلسلات
- أيام سعيدة

## وصلات خارجية
- إلينور دوناهو على موقع IMDb (الإنجليزية)
- إلينور دوناهو على موقع ألو سيني (الفرنسية)
- إلينور دوناهو على موقع أول موفي (الإنجليزية)
- إلينور دوناهو على موقع قاعدة بيانات الأفلام السويدية (السويدية)
- إلينور دوناهو على موقع إن إن دي بي (الإنجليزية)
- إلينور دوناهو على موقع قاعدة بيانات الفيلم (الإنجليزية)
- إلينور دوناهو على موقع كينوبويسك (الروسية)